# Garovaglia angustifolia
Garovaglia angustifolia är en bladmossart som beskrevs av Mitten 1868. Garovaglia angustifolia ingår i släktet Garovaglia och familjen Pterobryaceae. Inga underarter finns listade i Catalogue of Life.